# Lucski

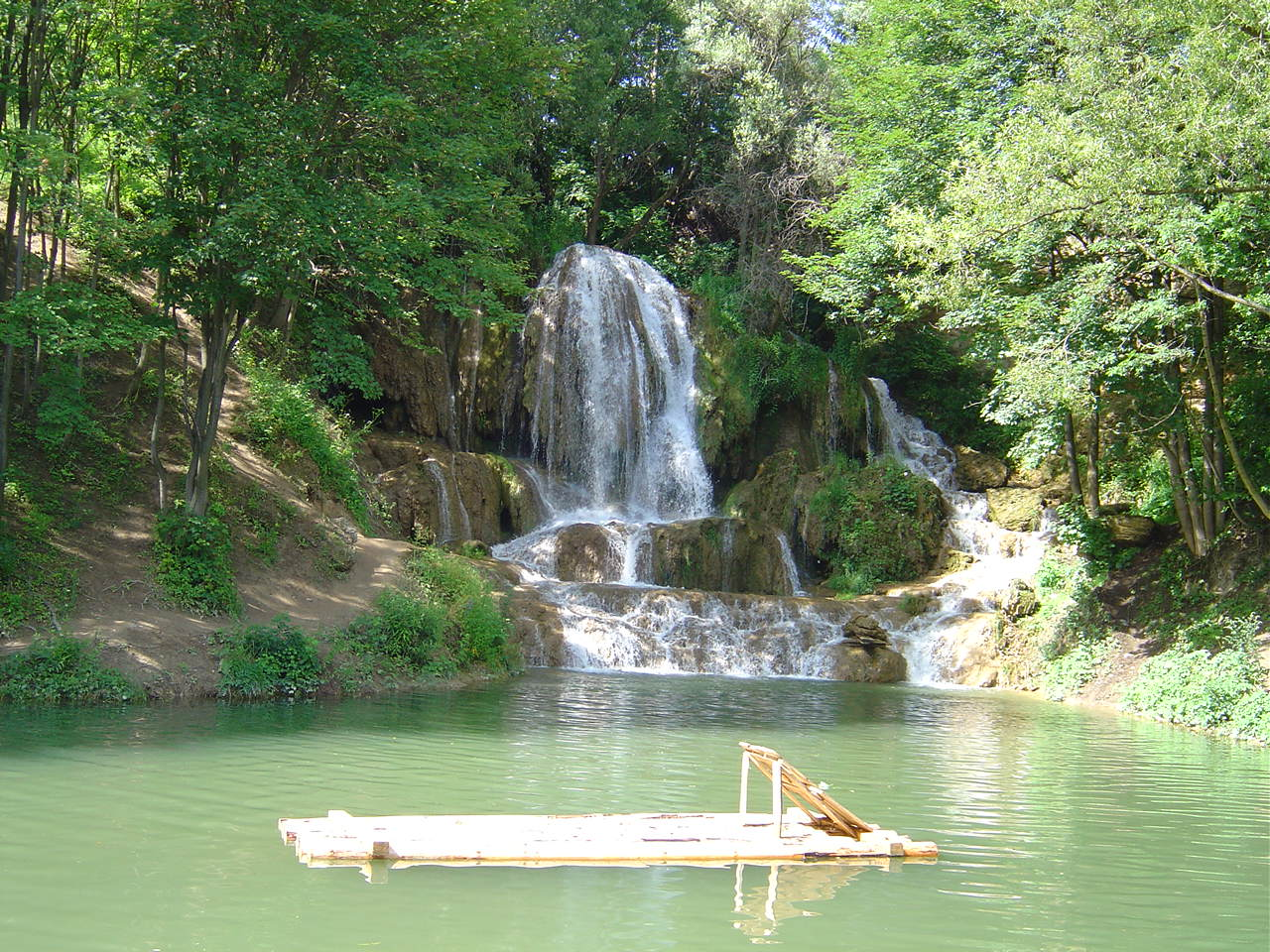
A Lucski vízesés

Lucski (szlovákul Lúčky) üdülőtelepülés Szlovákiában, a Zsolnai kerület Rózsahegyi járásában.

## Fekvése
Rózsahegytől 13 km-re északkeletre, az Öreg Chocs tövében fekszik.

## Története
Területén már a kőkorszakban is éltek emberek. A vonaldíszes kultúra településének nyomait találták itt meg, de előkerültek bronzkori leletek is.
1287-ben „Luchk” alakban említik először. A 13. században a likavai uradalom része. 1625-ben 21 jobbágy és 12 zsellércsalád lakta. Fürdője 1761-óta ismert amikor Turánszky Ádám első fürdőházát felépítette. Gyógyvizének híre gyorsan terjedt, 1777-ben már számos vendége volt. 1784-ben 85 házában 680 lakos élt.
A 18. század végén Vályi András így ír róla: „LUCSKI. Tót falu Liptó Várm. földes Ura Abafi Uraság, lakosai katolikusok, fekszik Rozenberghez mintegy mértföldnyire, nevezetes fördőji vannak, Hocs hegye alatt; legelője elég, földgyének 2/3 része közép termékenységű, egy része pedig sovány, hatod része határjának tsak zabot, és árpát terem.”
1820 és 1824 között a fürdőt tovább bővítették. 1828-ban 103 háza volt 855 lakossal, akik juhtenyésztéssel, halászattal, tutajozással foglalkoztak.
Fényes Elek 1851-ben kiadott geográfiai szótárában így ír a faluról: „Lucski, tót falu, Liptó vmegyében, a Chocs hegye alatt, Rozenbergtől észak-keletre, 1 1/4 mfd. 825 kath., 36 evang. lak. Kath. paroch. templom. Határa s erdeje nagy; legelőjén sok juhot tart, patakiban pedig rákot, pisztrangot nagy bőséggel fog. Különös hogy rákjai megfőzetvén szürke szint vesznek magokra; a mit onnan magyaráznak, hogy a nevezett patak szénsavanyas meszet viszen magával. De legnevezetesebbé teszi ezen helységet hires meleg-forrása, és fördőintézete, melly 1/2 órányira van a falutól. Fakad ez a szörnyü nagy tofa sziklákból több forrásokban, mellyek mind igen gazdagok. Vize igen tiszta, mert minden kénkőtől, azért akármelly mell kiállhatja; melegsége nem forró, hanem lágymeleg. Szembetűnő sikerrel használhatják a köszvényesek, aranyeresek, s átaljábavéve mindazon betegek, kiknek nyavalyájok az inak s más tagok gyengeségeitől származik. A vendégek befogadására nehány évek óta igen kényelmes épületeket, s fördőházakat épittetett a kamara; mellynek birtokában van mind a fördő, mind a falu.”
A trianoni diktátumig Liptó vármegye Németlipcsei járásához tartozott.
1945 után újabb gyógyintézetekkel bővült fürdője.

## Népessége
| Év:            | 1994. | 2004.   | 2014.   | 2024.    |
| -------------- | ----- | ------- | ------- | -------- |
| Emberek száma: | 1720  | 1736    | 1818    | 1576     |
| Eltérés:       |       | +0,93 % | +4,72 % | -13,31 % |

| Év:            | 2023. | 2024.   |
| -------------- | ----- | ------- |
| Emberek száma: | 1597  | 1576    |
| Eltérés:       |       | -1,31 % |

1910-ben 1418, túlnyomórészt szlovák anyanyelvű lakosa volt.
2001-ben 1710 lakosából 1700 fő szlovák volt.
2011-ben 1826 lakosából 1709 fő szlovák volt.
2021-ben 1651 lakosából 1614 (+5) szlovák, 1 (+2) magyar, 11 (+3) egyéb és 25 ismeretlen nemzetiségű volt.

## Neves személyek
- Itt született 1903-ban Ambró Ilona Kossuth-díjas (1955) tanítónő.

## Nevezetességei
- A falu felső részén található gyógyfürdője, parkjában 12 m magas vízesés zúdul alá. 32 fokos gyógyvize főként nőgyógyászati panaszok enyhítésére alkalmas.
- A Szent Kereszt felmagasztalása római katolikus plébániatemploma 1824-ben épült klasszicista stílusban.
- A közeli Liptovská Mara (Liptói-tenger) néven is ismert Szentmáriai-víztározó strandolásra, csónakázásra, vízi sportokra kiválóan alkalmas.